# مارسيل ديبونت
مارسيل ديبونت (بالفرنسية: Marcel Depont)‏ (مواليد 28 مارس 1901) هو ملاكم فرنسي، مثّل بلاده في الألعاب الأولمبية الصيفية 1924.

## روابط خارجية
مارسيل ديبونت على موقع أوليمبيديا (الإنجليزية)